# Большая излучина Дона
Большая излучина Дона (Донская лука́) — участок течения Дона от Серафимовича (бывшей станицы Усть-Медведицкой) до Калача-на-Дону, а также охватываемая рекой местность.
В этом районе Дон делает несколько крутых изгибов, в общем направлении течения на восток, а потом резко поворачивает к югу и сближается с Волгой на расстояние 60 километров, и течёт на 40 метров выше уровня Волги.
Известный географ А. И. Воейков так высказался об этом географическом объекте:
Посмотрим опять на карту, и мы увидим, что Дон и Волга очень сближаются в своем нижнем течении, так что расстояние между ними менее 70 верст. Ничего подобного более нет на земном шаре, то есть нигде столь значительные реки, принадлежащие к различным морским бассейнам, не сближаются так, как Дон и Волга близ Царицына.
Географы разделяют Большую излучину на систему менее крупных излучин. Выделяют две излучины второго порядка, Кременскую и Сиротинско-Трехостровскую, и четыре третьего порядка.

## Геология

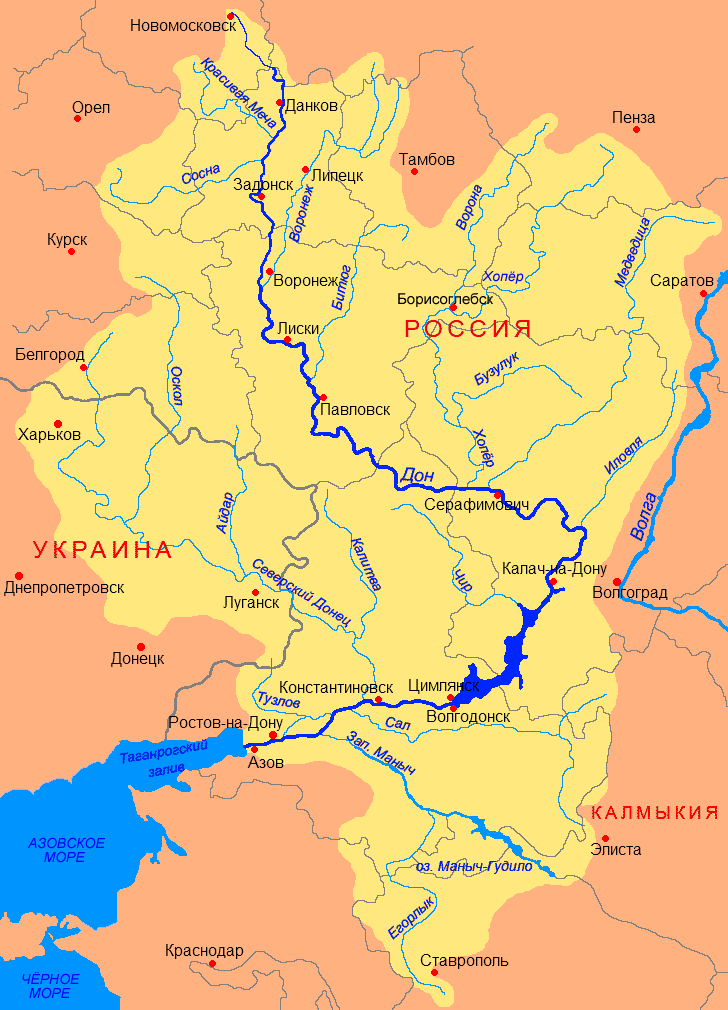
Бассейн Дона

Большая излучина Дона огибает юго-восточный край Среднерусской возвышенности — Донскую гряду. История геологического формирования территории Большой излучины представляется следующим образом. Сначала в ергенинское время (мэотический ярус, с 10 до 5 миллионов лет назад) Ергень-река обогнула юго-восточный край структуры, наметив контуры излучины. В середине плиоцена, примерно 3 миллиона лет назад, после поднятия Приволжской возвышенности Палео-Дон обогнул северо-восточный край гряды. Сформировались Кременская и Сиротинско-Трехостровская излучины. Ещё более мелкие излучины третьего порядка сформировались в конце плейстоцена (несколько десятков тысяч лет назад) вследствие новейших тектонических движений.
В южной части Большой излучины присутствуют выходы мезозойских меловых отложений, мощность которых достигает 50-60 метров.

## Палеонтология
На территории Иловлинского района в отложениях Донской луки обнаружены искомаемые остатки животных, обитавших в раннем триасовом периоде. В гамском горизонте верхнеоленёкского подъяруса найдены окаменелости темноспондильных амфибий Parotosuchus panteleevi, Trematosaurus galae, Batrachosuchoides осhevi, Melanopelta sp., неопределённого представителя семейства Rhytidosteidae и, возможно, Yarengia. В этих же слоях найден образец рептилиоморфа Dromotectum abditum из семейства Bystrowianidae.

## Ландшафт и климат
Внутренние территории излучины — правобережье Дона местность в значительной степени пересеченная, малонаселённая, с малым количеством доступной пресной воды. В центральной (внутренней) части излучины — сухие водораздельные степи Донской гряды, с абсолютными высотами до 250 метров над уровнем моря. Ближе к реке береговой рельеф изрезан огромными оврагами и балками, с общим перепадом высот более сотни метров на участках в пару километров и менее, крутыми обрывами прямо на берегу реки.
Левый берег Дона в районе Большой излучины резко контрастирует с правым, это низменные, хорошо обводненные территории, прорезанные старыми руслами, старицами, озерцами и озёрами, которые оставлял Дон, размывая высокий правый берег, постепенно смещаясь к западу в течение тысячелетий.

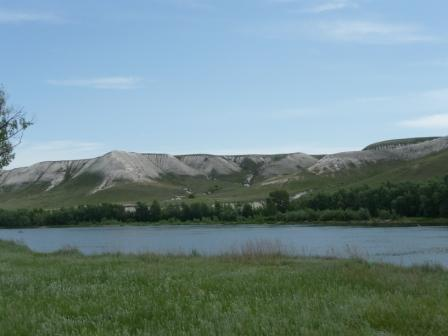
Вид с левого берега на правый
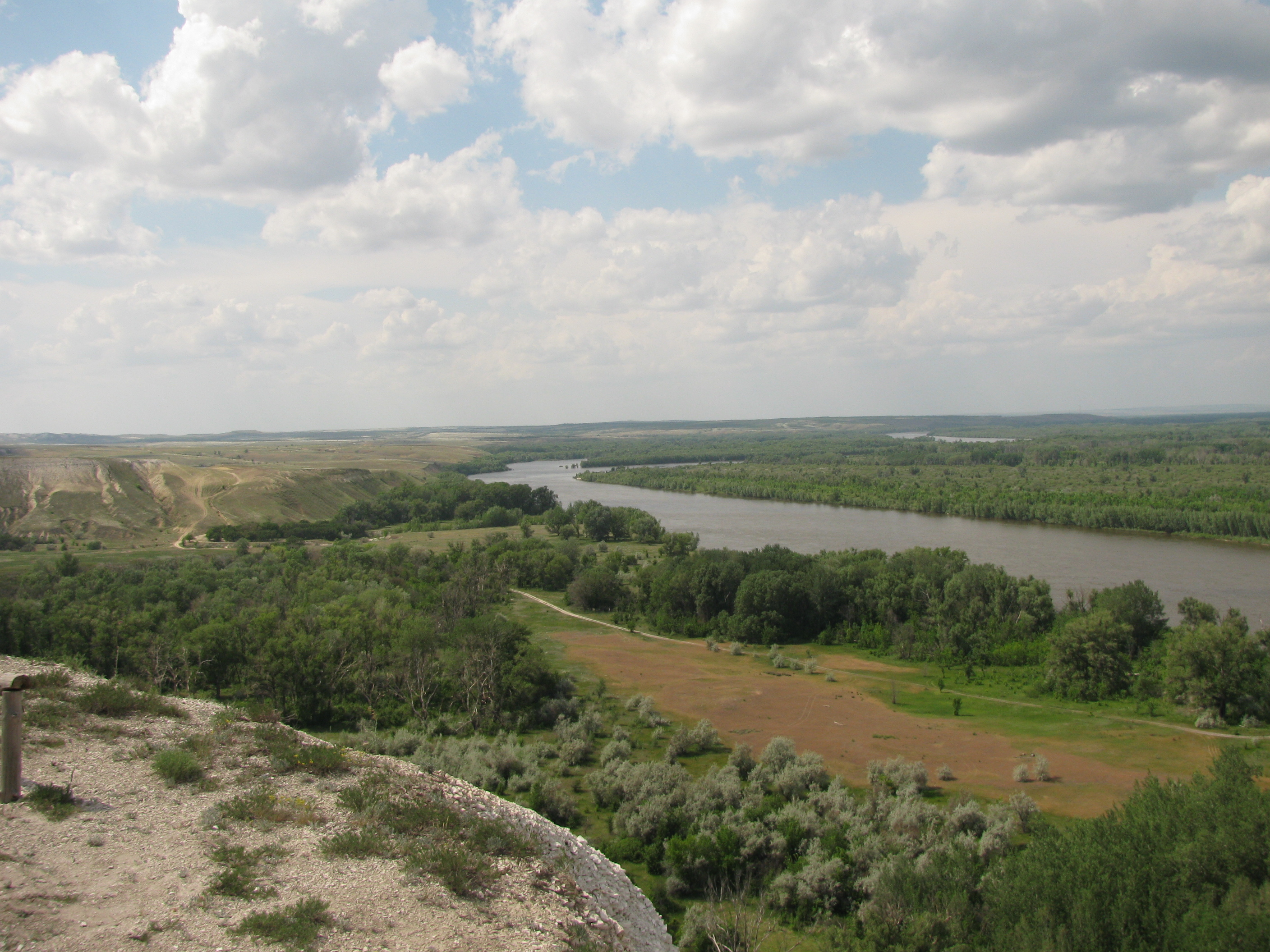
Вид с горы правого берега на левый
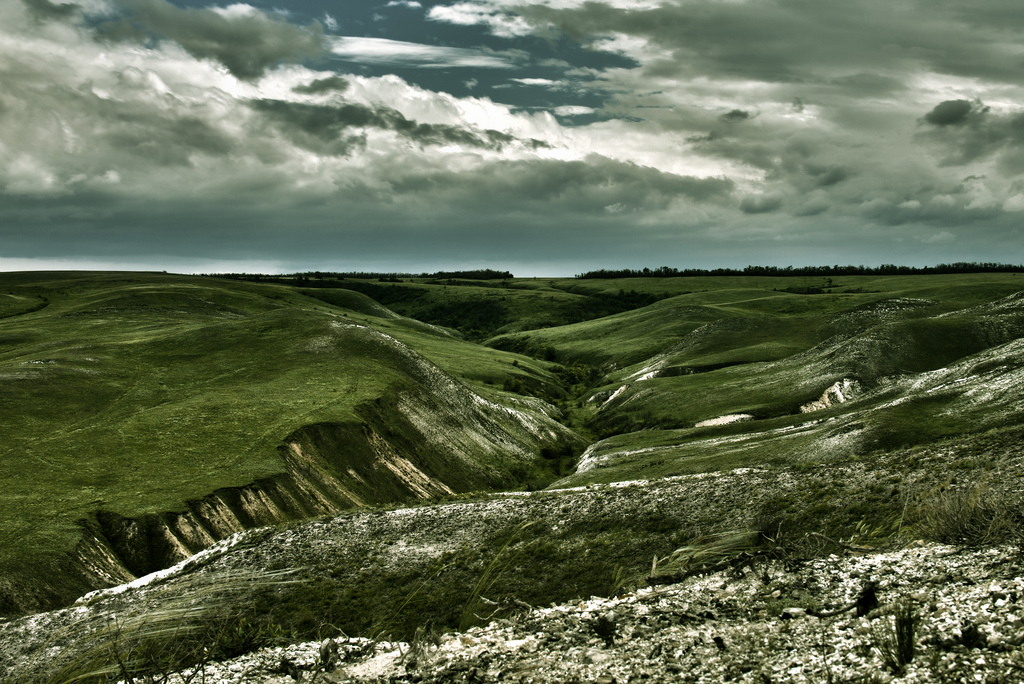
Балки и овраги у станицы Трёхостровской
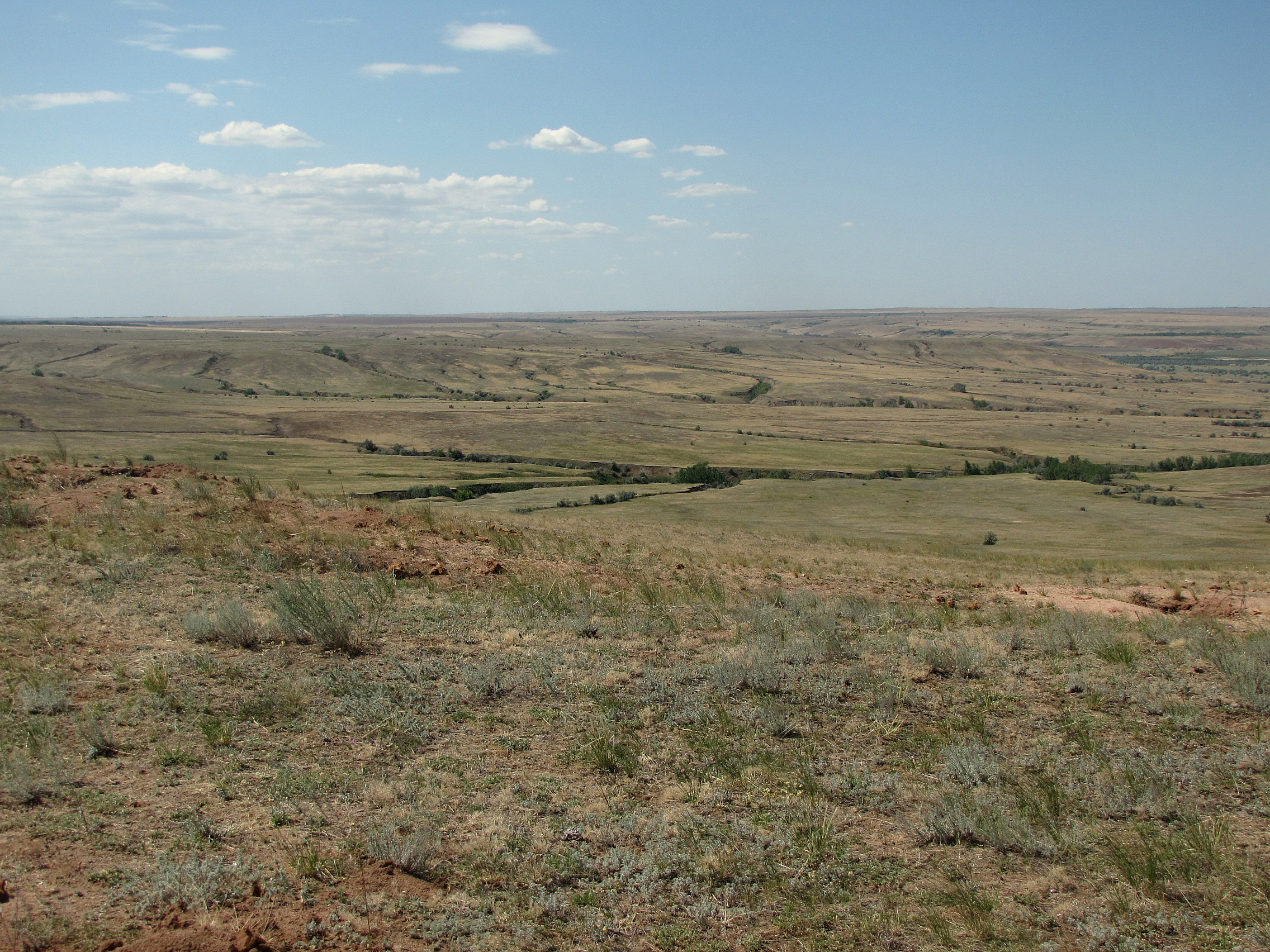
Задонская степь у станицы Сиротинской с остатками окопов периода Сталинградской битвы

## История

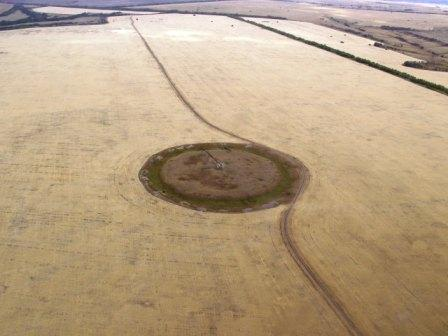
Святилище Трёхостровское

Человеческие поселения в районе Большой излучины Дона известны начиная с неолита.
Около станицы Трехостровской, также на высокой, правой стороне — расположены остатки древнего, вероятно, культового сооружения, диаметром 200 метров, высотой 2 метра и окруженное рвом глубиной 2 метра, шириной 24-32 метра. Остатки сооружения состоят из двух слоев — из супеси и её смеси с суглинком, а на поверхности выложены глыбы известняка. Место известно как святилище Трёхостровское. Сооружение датируется временем 3200 лет назад, эпохой поздней бронзы. Тогда, на рубеже XIII—XII веков до нашей эры природные условия в районе Большой излучины отличались большей комфортностью, осадков в год выпадало на 50-70 мм больше. Считается, что в тот период эта местность была плотно заселена племенами срубной культуры. Предположительно, излучина Дона воспринималась ими как центр освоенной и принадлежащей этим людям территории. Этим и объясняется существование такого культового сооружения, в центре которого расположена печь диаметром 40 метров. Дым и огонь из неё был отлично виден с расположенных вокруг трех столовых гор.
После наступления аридной, засушливой эпохи в конце второго — начале первого тысячелетия до нашей эры места эти опустели. В дальнейшем эти территории активно заселяются лишь в VII веке до н. э., когда сюда пришли кочевые племена раннего железного века.
В последующем, территория Большой излучины, как часть большой Степи и Волго-Донского междуречья, меняла хозяев вместе с ними. Известны культурные памятники, оставленные половецкими союзами.
Севернее Голубинской, в урочище «Городище» находятся развалины золотоордынского города.

### Лето 1942
Летом 1942 года (25 июля — 11 августа) в большой излучине Дона состоялось сражение между частями 6-й армии вермахта и Сталинградского фронта. В результате двухнедельных боев с участием сотен танков, части вермахта нанесли поражение 62-й и 64-й армиям РККА, заняли г. Калач-на-Дону, переправились через Дон и создали плацдарм на восточном берегу реки, что в дальнейшем дало возможность начать наступление на Сталинград.

## Инфраструктура, населённые пункты
Дорог между населёнными пунктами мало. Сами населённые пункты представлены большей частью станицами по берегам Дона и хуторами в глубине охваченной Доном территории.
Основная автомагистраль территории — дорога (М21) на участке Ростов-на-Дону — Волгоград.
Станица Голубинская — значимый населённый пункт на южной оконечности излучины.